# ديفيد ألين راسيل
ديفيد ألين راسيل (بالإنجليزية: David Allen Russell)‏ هو جندي أمريكي، ولد في 10 ديسمبر 1820 في Salem, New York ‏ في الولايات المتحدة، وتوفي في 19 سبتمبر 1864 في وينشستر في الولايات المتحدة.